# رودریگو زالازار
رودریگو زالازار مارتینز (زاده ۱۲ اوت ۱۹۹۹) یک فوتبالیست دورگه اروگوئه‌ای-اسپانیایی است که به عنوان هافبک برای تیم فوتبال شالکه ۰۴ در بوندسلیگای ۲ آلمان به صورت قرضی از آینتراخت فرانکفورت، بازی می‌کند.